# Simion Ismailciuc
Simion Ismailciuc (ur. 13 lipca 1930 w Chilia Veche, zm. w listopadzie 1986) – rumuński kajakarz, kanadyjkarz. Złoty medalista olimpijski z Melbourne.
Igrzyska w 1956 były jego jedyną olimpiadą. Po złoto sięgnął złoto w kanadyjkowej dwójce. Partnerował mu Dumitru Alexe. Razem byli także mistrzami świata w tej konkurencji (1958). Samodzielnie wywalczył tytuł mistrza w 1963 (C-1 1000 m).